# Vierge d'Alsace
La vierge d'Alsace est un monument historique situé à Niederbruck, dans le département français du Haut-Rhin.

## Localisation
Cette statue monumentale de 6 m de haut sur un socle de 4 m est située sur un promontoire dit Eichstein, dominant le village de Niederbruck.

## Historique

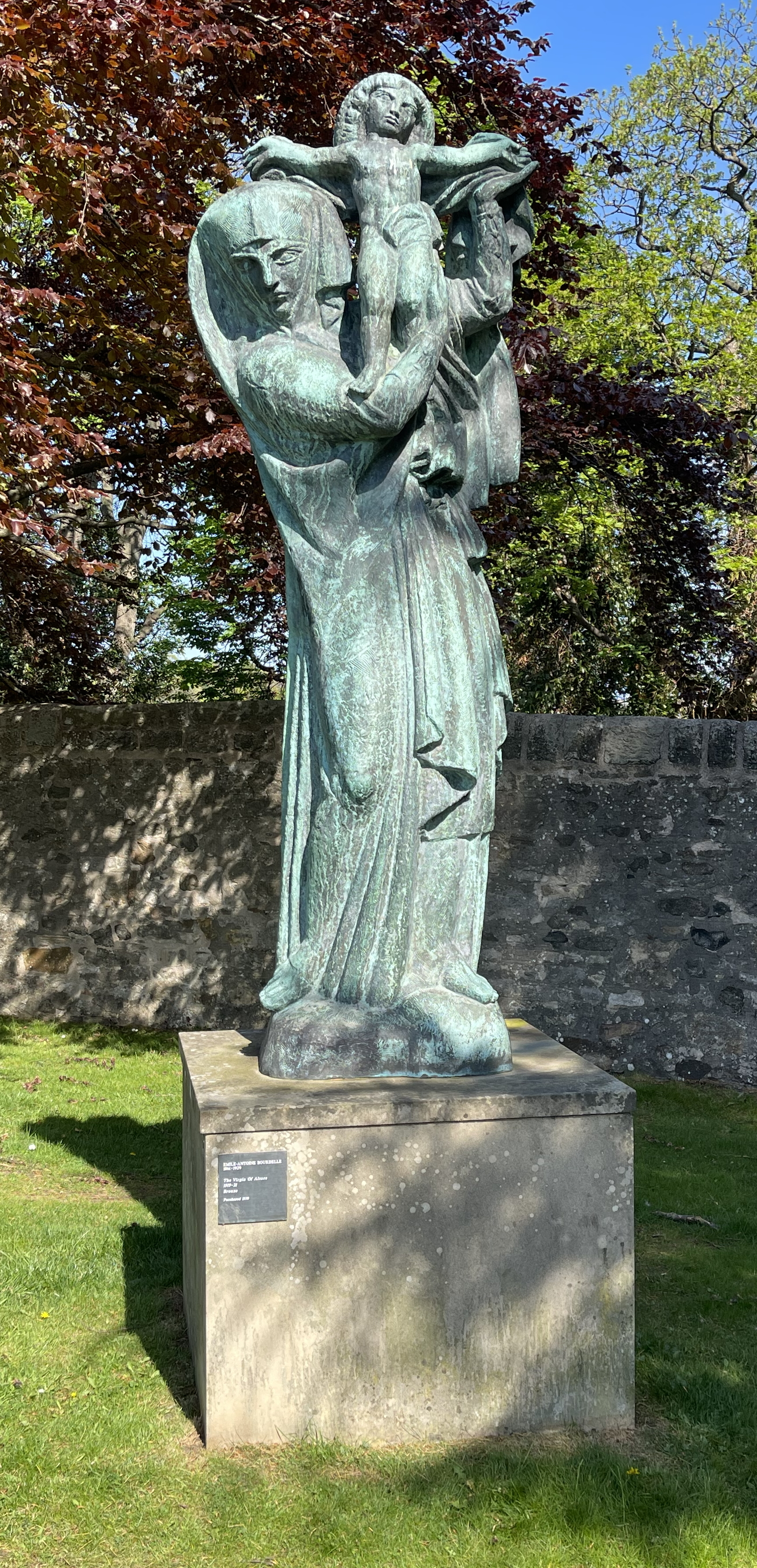
La Vierge d'Alsace. Bronze, 1919-1921. Scottish National Gallery of Modern Art, Edinburgh

La statue a été commandée à Antoine Bourdelle par le fils de Joseph Vogt, industriel local et maire de Niederbruck de 1891 à 1919, qui avait fait vœu avec sa femme pendant la Première Guerre mondiale de l'ériger si la vallée et son usine étaient épargnés par les bombardements. Elle est inaugurée le 7 octobre 1923 et bénie par les autorités religieuses locales.
Une version préliminaire en bronze (1919-1921) est visible dans les jardins de la Galerie nationale écossaise d'Art moderne à Édimbourg.
La statue de Niederbruck fait l'objet d'une inscription au titre des monuments historiques depuis 1985,.